# جمعه هلال
جمعه هلال (انگلیسی: Juma Hilal Faraj) بازیکن فوتبال اهل بحرین بود.
وی همچنین در تیم ملی فوتبال بحرین بازی کرده‌است.